# Organisation polonaise de lutte pour l'indépendance
L'Organisation polonaise de lutte pour l'indépendance (en polonais : Polska Organizacja Walki o Niepodległość - POWN) était l'un des mouvements regroupant les résistants polonais en France durant la seconde guerre mondiale. 

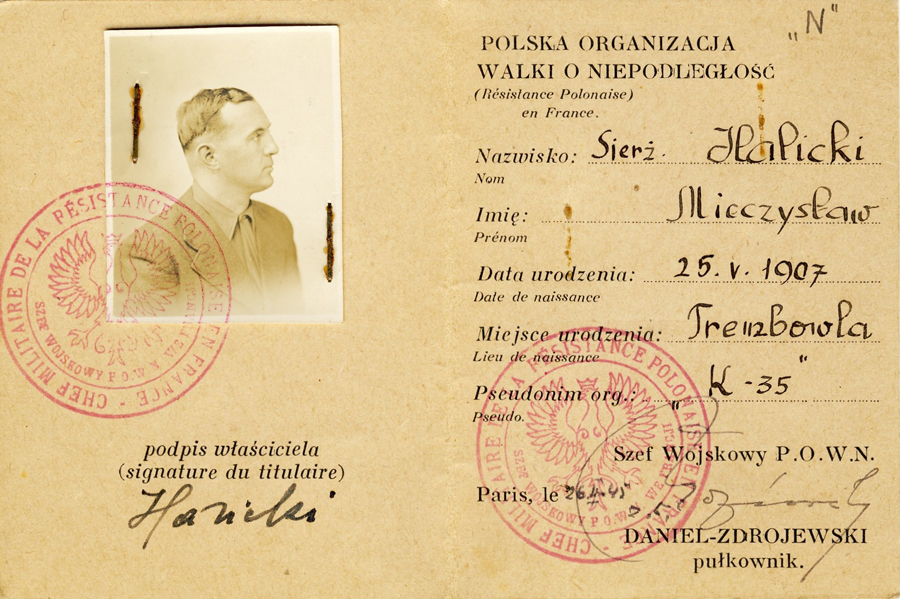
Pièce d'identité POWN

Créée le 6 septembre 1941 dans le sud du pays, sous l'inspiration du consul général Aleksander Kawałkowski,, cette organisation dépendait du ministère de l'intérieur du gouvernement polonais en exil à Londres et fédérait l'essentiel des mouvements de résistance polonais agissant en France sous les noms de code de Monica (ou Monika) - Monique-bas (en zone libre) et Monique-haut (en zone occupée). 
L'organisation armée (POWN-W) était placée sous l'autorité du colonel Daniel Zdrojewski, répondant au Haut commandement polonais à Londres (général Marian Kukiel) et en liaison avec la Résistance française. En 1943, l’organisation comportait environ 4 000 membres.
Le 20 mars 1944, le gouvernement polonais en exil émet une directive enjoignant à la POWN d'éviter « toute interférence avec la Résistance française et les mouvements communistes ». Néanmoins, le 29 mai 1944, après un accord signé entre Daniel Zdrojewski et Jacques Chaban-Delmas, elle place ses unités combattantes sous le commandement tactique des Forces françaises de l'intérieur.
Son dernier responsable, chargé de la liquidation du mouvement, fut Czesław Bitner.